# Carmania

Carmania estaba situada al oeste de Gedrosia y Drangiana, y al sur de Ariana.

Carmania fue una satrapía de los imperios persa y seléucida, localizada en la parte septentrional del golfo Pérsico. Es la actual provincia de Kermán, en Irán.
Limitaba al norte con Partia y Ariana, al este con Drangiana y Gedrosia, al oeste con Persis, y al sur con el golfo Pérsico.
Sus principales montañas eran los montes Semiramidis (posiblemente el Djebal Shemil actual).
Los principales ríos eran el Anamis (actual Ibrahim Rud), el Corios (actual Shur Rud) y el Bagrada (moderno Nabend).
El cabo homónimo mencionado por Plinio el Viejo, el Carmania, el actual Raus Kunari, está en la entrada del estrecho de Ormuz.
Claudio Ptolomeo, menciona las distintas comarcas de Carmania, que no son mencionadas por ningún otro autor: Rudiana o Agdinitis, Cabedene, Perapafitis, y Modomastite.
Los habitantes eran llamados carmanios (griego antiguo karmanoi, latín carmanii) y estaban divididos en diferentes grupos o tribus, cuyos nombres facilita Ptolomeo. Eran parecidos a los medos en cuanto a las costumbres y los vestidos.
Producía moscatel y vino. En las montañas había minas de plata, cobre y cinabrio (y algo de oro en algún río). Había muchos burros, pero pocos caballos.
Son pocas las ciudades de la satrapía que se mencionan. Ptolomeo únicamente nombra Harmuza, que parece ser un nombre persa, y Tarsiana en la costa, además de la capital Carmana. Flavio Arriano incluye las ciudades de Sidodone en la costa y Ora, Cefanta, Throasca (Oroasca), Sabis, Alejandría de Carmania y Carmana en el interior.
Las islas de la costa se llamaban Organa, Cataca, Afrodisias, y Ooracta u Ooractha Carmana o Carminna, sobre las que poco se conoce además del nombre.